# Timofeï Sapronov
Timofeï Vladimirovitch Sapronov (russe : Тимофе́й Влади́мирович Сапро́нов) est un révolutionnaire communiste russe né en 1887 et  mort exécuté le 28 septembre 1937 à Verkhneouralsk.

## Biographie
Sapronov travaille comme peintre en bâtiment lorsqu'il rejoint la fraction bolchévique du parti ouvrier social-démocrate de Russie en 1912. Il est actif pendant la révolution russe et durant la guerre civile en province. Membre du soviet de Moscou, Sapronov est un communiste à gauche du groupe de Boukharine en 1918. En 1919, avec d'autres représentants de l'aile gauche du Parti communiste comme Vladimir Smirnov ou Nikolaï Ossinski, il fonde le groupe du centralisme démocratique et le présente au huitième congrès du parti en 1919 dans son discours « le parti ne devrait pas imposer sa volonté aux soviets ». Toutefois, il obtient un nombre dérisoire de voix et il est dénoncé comme semi-syndicaliste par Lénine.
Les centralistes démocratiques ont continué de faire campagne contre les méthodes bureaucratiques du parti au début des années 1920, dans le cadre de l'opposition de gauche à partir de 1923. Sapronov demeure une figure importante du parti et préside le comité des Travaux publics, tout en étant membre du Comité exécutif central. En 1924, il est l'un des porteurs du cercueil de Lénine à son enterrement. Avec Ossinski, Smirnov et Drobnis, il signe la Déclaration des 46 et il adhère à l'opposition de gauche, mais maintient un groupe distinct considéré comme ultra-gauche en son sein. Sapronov contribue à jeter les bases de l'opposition unifiée avec les trotskystes en 1926, mais lui et les centralistes démocratiques demeurent à l'ultra-gauche et affirment dans la déclaration du Groupe des Quinze que l'Union soviétique n'est plus un État ouvrier et que le capitalisme est en fait restauré. Ils rejettent également « la nécessité de la défense de l'Union soviétique», selon Léon Trotsky s'adressant à la Commission Dewey. Sapronov est exclu du parti au quinzième Congrès du Parti de décembre 1927 avec le reste de son groupe d'opposition et il est déporté en Crimée. Il considère que le Parti communiste de l'Union soviétique n'est plus réformable, et qu'un autre Parti doit être créé. Les circonstances de ses dissensions avec Staline en 1928 restent floues, mais il est de nouveau arrêté en 1932 et passe le reste de sa vie en prison, et plus particulièrement à la prison de Verkhneouralsk, où il est assassiné en 1937,.